# 高畑大輔

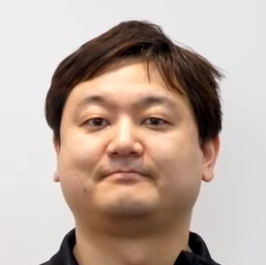
2019年撮影

高畑 大輔（たかはた だいすけ、1981年 - ）は、株式会社セガ所属のゲームクリエイター。2024年現在、株式会社セガ・第1事業部で勤務。2018年、麻雀「Mリーグ」セガサミーフェニックス初代監督に就任。2021年7月に人事異動により監督から降板することがチーム公式Twitterで発表された。

## 略歴
北海道新冠町出身。高校の修学旅行で行った京都ジョイポリスに衝撃を受け、高校卒業後の2001年に株式会社セガ アミューズメント関西にアルバイトとして入社。京都ジョイポリスでは接客から修理までをこなしていた。
2002年に京都ジョイポリスが閉館したことに伴い、その後は関西地方のセガ系列のアミューズメント施設に勤務していたが、株式会社セガの社内イントラネットで『STARHORSE2』の開発スタッフ募集を知って応募し、セガへ入社して同作品の開発スタッフとなる。
その後、『STARHORSE』シリーズの開発を担当しているセガ第1研究開発本部（後のセガ・インタラクティブ第1研究開発本部）からセガ第2研究開発本部（後のセガ・インタラクティブ第2研究開発本部）へ異動し、『セガネットワーク対戦麻雀MJ』（MJシリーズ）の開発担当を任せられることになる。
2015年4月のセガグループ再編により、アーケードゲームを手掛ける新会社であるセガ・インタラクティブへ移籍。セガゲームスが配信する『セガNET麻雀 MJ』のディレクターを務めていた。2021年8月、さやちゃんねるにてゲスト出演した際、「セガNET麻雀 MJのディレクターを外れた事」を発表している。
2021年9月、龍が如くスタジオがある第1事業部へ異動し、Nintendo Switch用ソフト「スーパーモンキーボール バナナランブル」のディレクターを務めている。2023年には、日本ゲーム大賞・アマチュア部門最終審査の審査員を務めた。

## 備考
父は競走馬を生産する牧場の牧場長を務めていた。小学生の時にはファミリーコンピュータの麻雀ソフトに没頭していたこともあり、『STARHORSE』シリーズや『MJシリーズ』の開発に生かされることになる。
今でこそ麻雀の大会に積極的に参加しているが、当初は麻雀のルールなどが理解できなかったという。
また、馬主としてサラブレッドを所有している。父が勤務していたグランド牧場名義でホッカイドウ競馬に出走していたキューチャン号を所有しており、現在は川崎競馬に所属。2022年4月5日の川崎競馬7R・JRA交流ダイヤモンドフラワー賞で初勝利を挙げた。

## 趣味
ボウリング。師匠はPリーガーである岩見彩乃プロであることをYoutubeの番組内で発表している。Mリーグ2020監督スタッフマッチにて、ハイスコアが299でプロ級の実力の持つ主であることが実況の日吉辰哉より述べられている。